# 苏正国
苏正国（1940年3月—2021年2月2日），男，汉族，云南双柏人，中华人民共和国政治人物，曾任云南省政协副主席，第八届全国人大代表，第九、十届全国政协委员。
2021年2月2日，在昆明逝世，享寿80岁。